# 张厚
张厚（1955年11月—），汉族，黑龙江人，中华人民共和国政治人物。

## 生平
2002年1月至2002年11月，任黑龙江省建工集团总经理、党委副书记。2002年11月，任黑龙江省建工集团董事长、总经理。2005年2月，任黑龙江省建工集团党委书记、董事长。2008年3月，任黑龙江省公路桥梁建设集团有限公司副董事长、党委副书记。2014年8月21日，因严重违纪违法，被立案调查。同月，黑龙江省人民检察院对其立案侦查，并采取强制措施。2014年11月20日，黑龙江省人民检察院以涉嫌受贿罪对其决定逮捕。2016年5月9日，伊春市人民检察院判定其构成受贿罪、贪污罪、挪用公款罪和国有公司、企业人员滥用职权罪，向伊春市中级人民法院提起公诉。